# Sonchus arvensis
Espèce

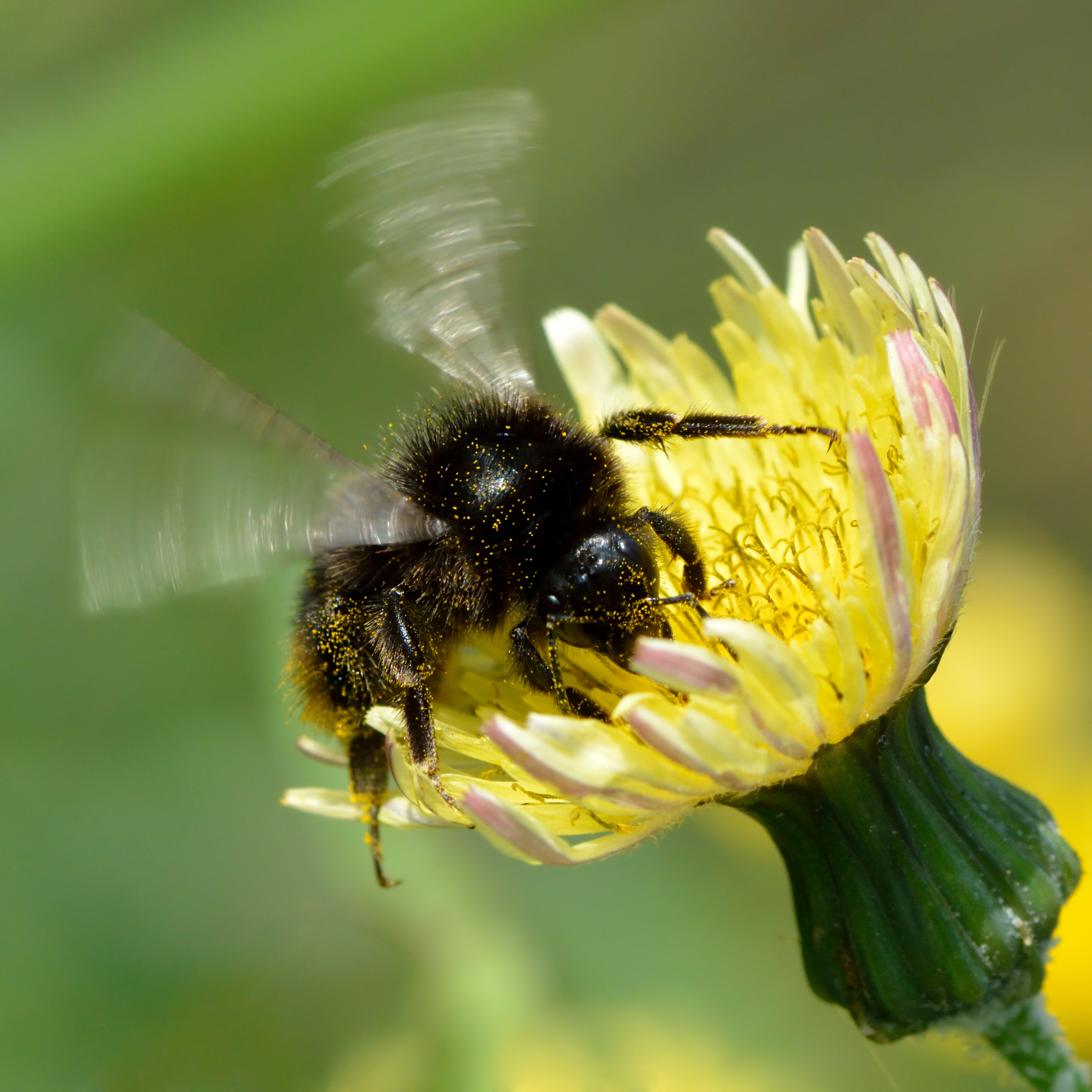

Sonchus arvensis, le Laiteron des champs, est une espèce de plantes à fleurs de la famille des Asteraceae, originaire des régions tempérées d'Eurasie.

## Description
Sonchus arvensis est une plante herbacée vivace se propageant essentiellement par voie végétative (rhizomes).
C'est une plante à port dressé pouvant atteindre 50 cm à 1,5 m de haut.
Dans la classification des types biologiques de Raunkier, c'est une plante vivace à rhizomes classée dans les géophytes.
Les feuilles inférieures sont disposées en rosette. Elles sont entières, échancrées lobées, avec les dents dirigées vers la base, épineuses mais non piquantes, glabres, pennatifides, à segments peu nombreux, espacés.

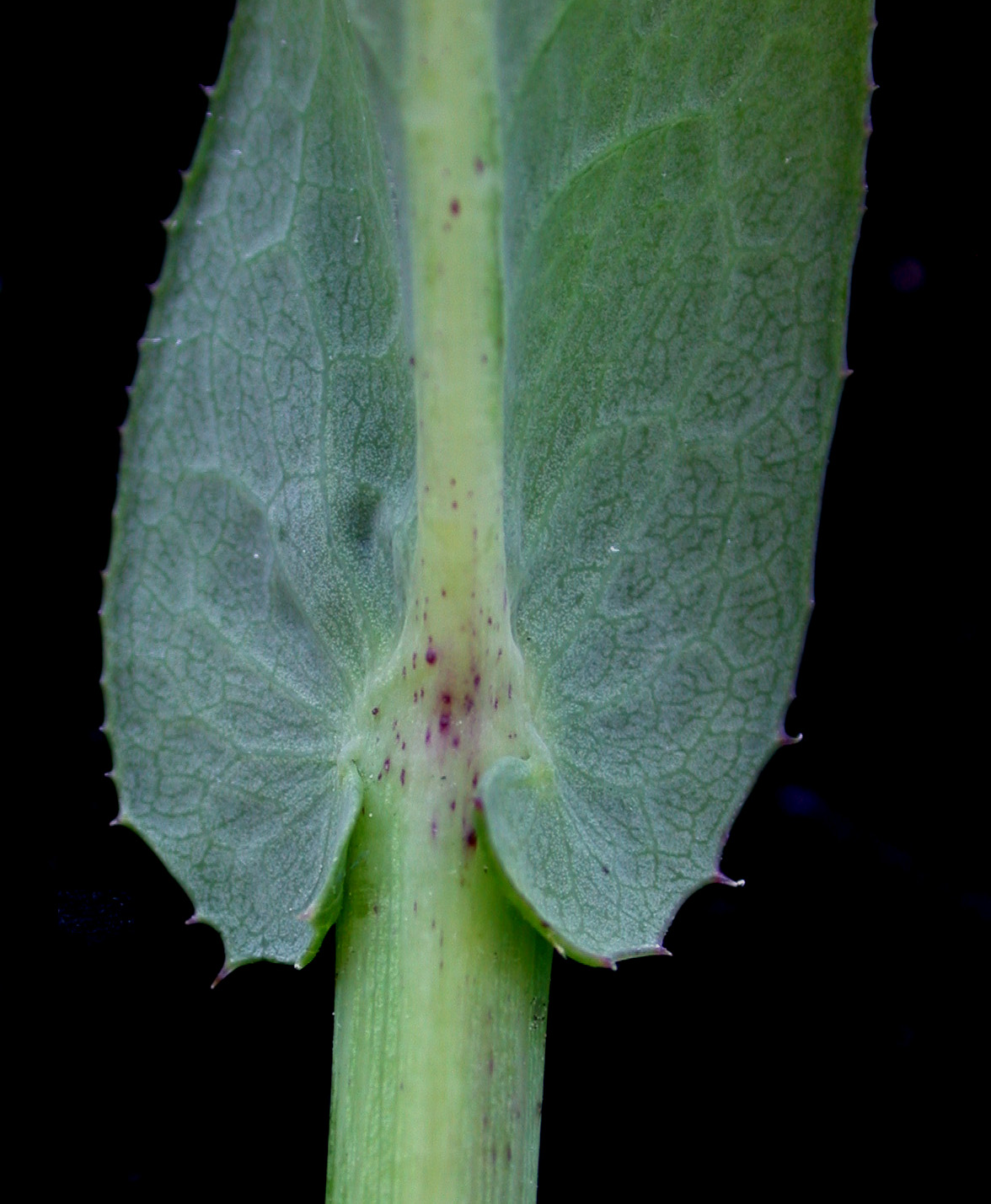
feuille embrassante

les feuilles caulinaires sont embrassantes, à oreillettes courtes, arrondies.
Les fleurs jaunes sont réunies en capitules peu nombreux, longuement pédonculés, disposés en corymbe, à pédoncules hispides-glanduleux ainsi que l'involucre.
Le fruit est une « cypsela » (akène spécifique des Asteraceae) de couleur brun-foncé à maturité, au contour longitudinal et elliptique, ridé en travers.
La plante entière contient un latex laiteux qui s'écoule lorsqu'on casse la tige ou les feuilles. Ce caractère évite toute confusion possible avec le chardon. Le contact des feuilles entraîne des irritations cutanées dues à la sève ; celles-ci ne sont pas atténuées par un simple rinçage à l'eau.
Le nombre chromosomique de Sonchus arvensis est 2n = 18, 2n = 36 et 2n = 54,.
Le stade plantule se rencontre rarement, l'espèce se reproduisant principalement par voie végétative à partir de drageons.

## Utilisation
Non toxique pour les humains, on peut en consommer les feuilles et les racines.
Les feuilles doivent être récoltées jeunes et peuvent se préparer soit crues soit cuites, à la manière des épinards. Elles ont un goût légèrement amer et il est préférable d'enlever les épines marginales. Les feuilles contiennent des sels minéraux et sont riches en vitamine C (47 mg par 100 g de poids frais). Leur teneur en protéines s'élève à 2 % du poids sec.
On peut également consommer les tiges cuites comme des asperges.
La racine torréfiée peut être utilisée comme succédané du café, à l'instar de la chicorée.
C'est également une plante mellifère.

## Taxinomie
C'est une dicotylédone de la famille des Asteraceae.

### Étymologie
Le nom générique, Sonchus, dérive du grec Sogchos (σόγχοϛ)  connu chez Antiphane (IVe siècle av. J.-C.) pour désigner un plat destiné aux pauvres, latinisé en sonchus par Pline l'Ancien.
L'épithète spécifique, arvensis, est un terme latin signifiant « des champs », référence à son habitat habituel.
Le nom binomial de l'espèce a été proposé par Linné dans son Species Plantarum paru en 1753.

### Synonymes
Selon Catalogue of Life (14 juin 2015) :
- Hieracium arvense (L.) Scop.
- Sonchus decorus
- Sonchus hispidus Gilib.
- Sonchus ketzkhovelii Schchian
- Sonchus vulgaris Rouy

### Liste des sous-espèces et variétés
Selon The Plant List (14 juin 2015) :
- sous-espèce Sonchus arvensis subsp. humilis (N.I.Orlova) Tzvelev
- sous-espèce Sonchus arvensis subsp. uliginosus (M.Bieb.) Nyman

Selon Tropicos (14 juin 2015) (Attention liste brute contenant possiblement des synonymes) :
- sous-espèce Sonchus arvensis subsp. arenicola (Vorosch.) Vorosch.
- sous-espèce Sonchus arvensis subsp. arvensis
- sous-espèce Sonchus arvensis subsp. brachyotus (DC.) Kitam.
- sous-espèce Sonchus arvensis subsp. uliginosus (M. Bieb.) Nyman
- variété Sonchus arvensis var. arvensis
- variété Sonchus arvensis var. glaber Haines
- variété Sonchus arvensis var. glabrescens Günther, Grab. & Wimm.
- variété Sonchus arvensis var. laevipes Boiss.
- variété Sonchus arvensis var. maritimus Wahlenb.
- variété Sonchus arvensis var. shumovichii B. Boivin
- variété Sonchus arvensis var. uliginosus (M. Bieb.) Trautv.

### Noms vernaculaires
- boquet jaune, crève-z-yeux, florent, laiteron, laiteron vivace, laitron[14], roi des champs[15].

## Distribution et habitat
Sonchus arvensis est une espèce originaire d'Europe et d'Asie occidentale qui a désormais une répartition subcosmopolite; étant présente dans tous les continents, principalement dans les régions tempérées mais aussi dans certaines zones subtropicales. Elle est présente dans 59 pays et est souvent considérée comme une mauvaise herbe des cultures. L'espèce a été signalée pour la première fois aux États-Unis en 1814 en Pennsylvanie.
Sa diffusion est due à l'activité humaine, en particulier par la contamination des semences.
Cette plante est commune dans les champs cultivés et les pâturages, dans les bois et jardins, dans les friches, en bordure des champs, le long des routes et dans les fossés.
Elle pousse dans différents types de sols, mais semble préférer les sols plutôt humides, de préférence argileux et limoneux riches en humus, et ne réussit pas bien dans les sols grossiers, secs. Elle semble favorisée par la présence de certains nutriments, notamment azote et potassium, à des teneurs modérées à élevées.

## Adventice[18]

### Réglementation
Aux États-Unis, le laiteron des champs est classé comme « Noxious weed » (mauvaise herbe nuisible) ou sous un statut légal similaire dans plusieurs États : Alaska (noxious weed), Arizona (prohibited noxious weed), Californie (noxious weeds - liste A), Colorado (noxious weeds - liste C), Dakota du Sud (noxious weed, regulated non-native plant species), Hawaï (noxious weed), Idaho (noxious weed), Illinois (noxious weed), Iowa (primary noxious weed), Michigan (noxious weed), Minnesota (prohibited noxious weed), Nevada (noxious weed), Wyoming (noxious weed).

### Méthodes de lutte

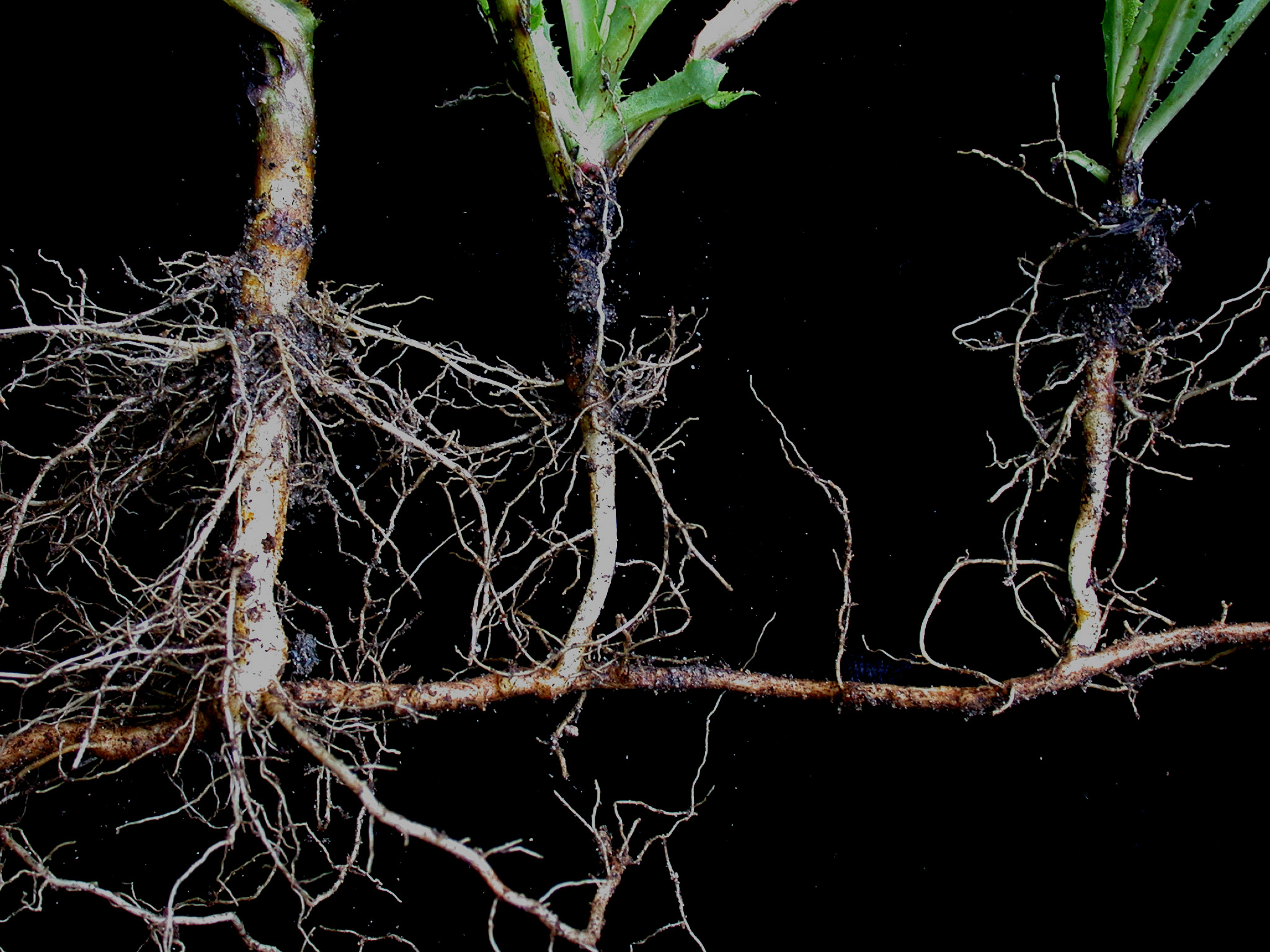
Rhizome de laiteron des champs

La lutte contre cette espèce est très difficile en raison de ses capacités de multiplication végétative par ses racines traçantes et rhizomes.
Les traitements herbicides pratiqués à l'automne, au stade rosette, ou au printemps pour éliminer les jeunes plantules sont les plus efficaces. 
Sur les terres non cultivées, ou entre deux cultures successives, le fauchage permet de limiter la mise à graines, mais pas d'éliminer la mauvaise herbe à moins de le combiner avec un programme herbicide.

### Résistance aux herbicides
Aucun cas de résistance aux herbicides n'a été signalé pour le laiteron des champs. On connait cependant des cas de résistance pour des espèces proches, telles le laiteron maraîcher (Sonchus oleraceus) en Alberta, aux États-Unis et en France, le laiteron rude (Sonchus asper) et la laitue scariole (Lactuca serriola) en Australie et aux États-Unis).